# Maison de la Tourelle (Le Mans)
La maison de la Tourelle, ou maison à la Tourelle ou maison de Saint-Paul, est un monument situé au Mans, en France.

## Localisation
Le monument est situé dans le département français de la Sarthe, dans la ville du Mans, au 27, rue des Chanoines, face à la cathédrale Saint-Julien et à la Pierre Saint-Julien.

## Architecture
L'édifice est inscrit au titre des monuments historiques depuis le 8 juin 1926.

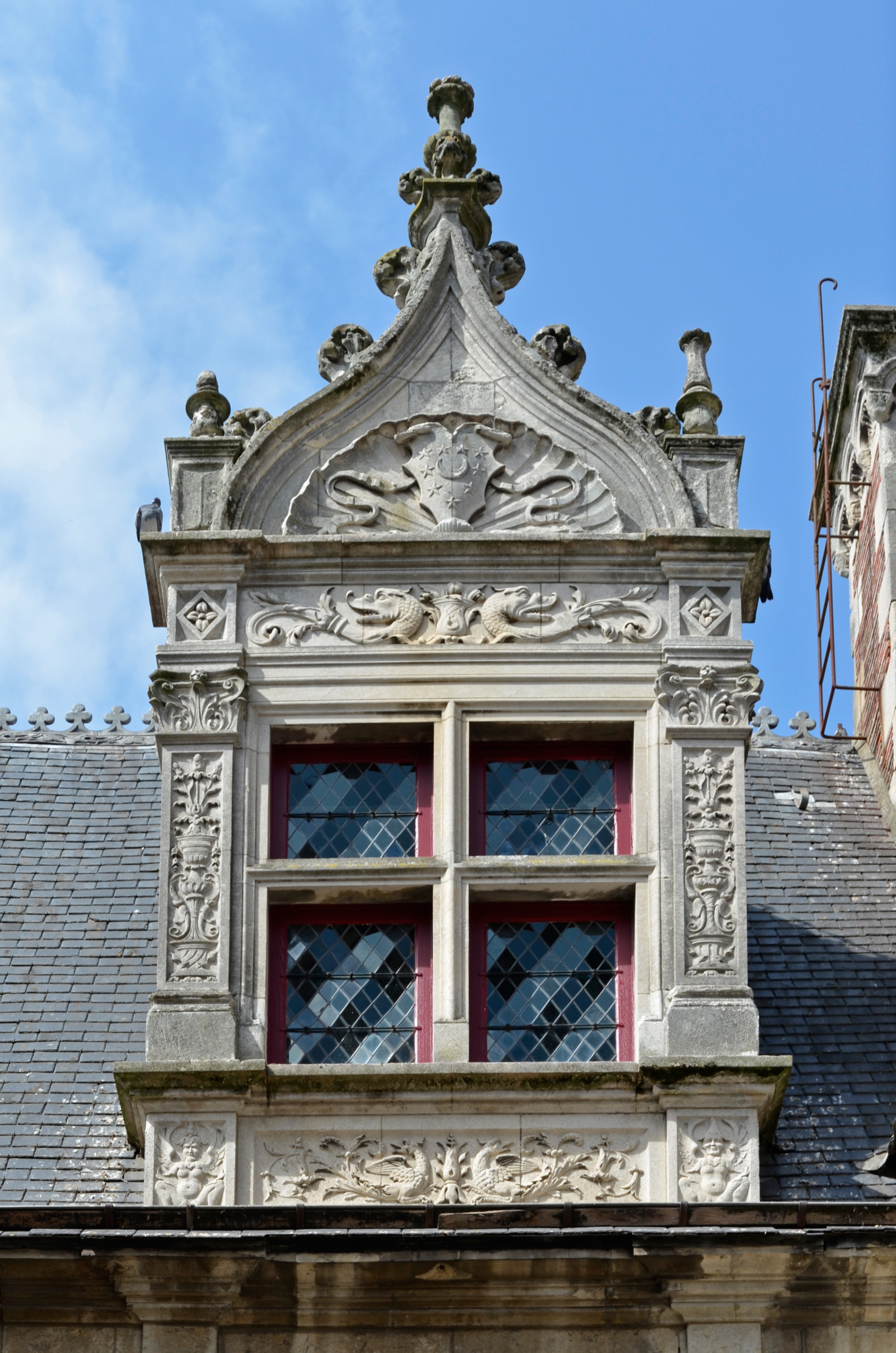
Lucarne.
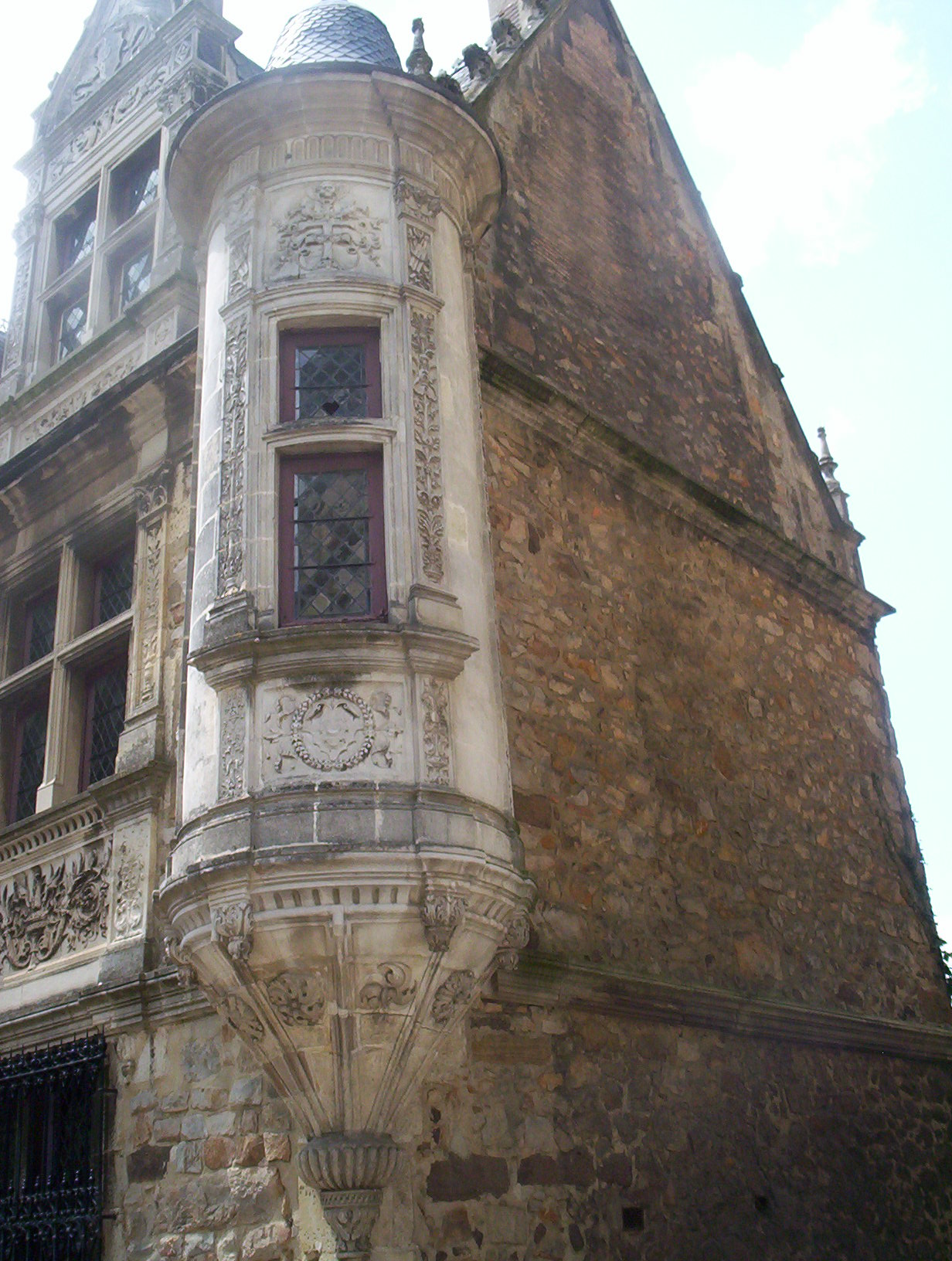
La tourelle.
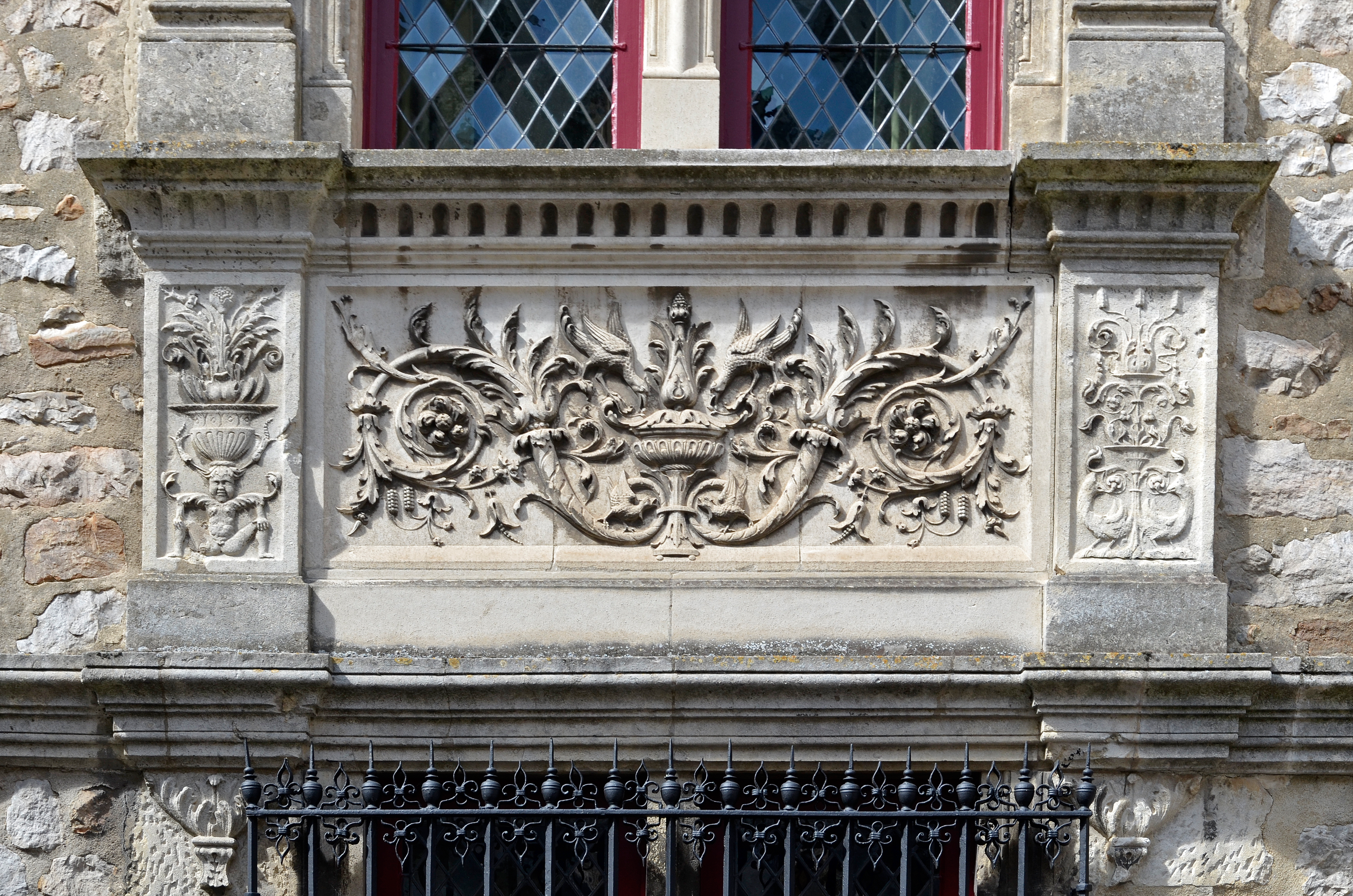
Bas-relief.